# Ehrendivision 1933/34
Die Ehrendivision 1933/34 war die 24. Spielzeit der höchsten luxemburgischen Fußballliga.
Meister wurde Spora Luxemburg vor Titelverteidiger Red Boys Differdingen. Für Spora war es der vierte Meistertitel.

## Abschlusstabelle
| Pl. | Verein                    | Sp. | S  | U | N | Tore    | Quote | Punkte |
| --- | ------------------------- | --- | -- | - | - | ------- | ----- | ------ |
| 1.  | Spora Luxemburg           | 14  | 11 | 1 | 2 | 043:210 | 2,05  | 23:50  |
| 2.  | Red Boys Differdingen (M) | 14  | 8  | 2 | 4 | 043:230 | 1,87  | 18:10  |
| 3.  | US Düdelingen (N)         | 14  | 5  | 4 | 5 | 037:290 | 1,28  | 14:14  |
| 4.  | Union Luxemburg           | 14  | 5  | 3 | 6 | 019:280 | 0,68  | 13:15  |
| 5.  | Jeunesse Esch (N)         | 14  | 4  | 5 | 5 | 021:330 | 0,64  | 13:15  |
| 6.  | Progrès Niederkorn (P)    | 14  | 4  | 4 | 6 | 022:230 | 0,96  | 12:16  |
| 7.  | The National Schifflingen | 14  | 2  | 7 | 5 | 018:270 | 0,67  | 11:17  |
| 8.  | CS Fola Esch              | 14  | 3  | 2 | 9 | 014:330 | 0,42  | 08:20  |

| (M) | amtierender Meister               |
| (P) | amtierender Pokalsieger           |
| (N) | Neuaufsteiger aus der 1. Division |

### Kreuztabelle
| 1933/34                   | Spora Luxemburg | Red Boys Differdingen | US Düdelingen | Union Luxemburg | JEU | Progrès Niederkorn | TNS | Fola Esch |
| ------------------------- | --------------- | --------------------- | ------------- | --------------- | --- | ------------------ | --- | --------- |
| Spora Luxemburg           |                 | 4:2                   | 4:2           | 2:1             | 3:2 | 1:2                | 6:0 | 2:1       |
| Red Boys Differdingen     | 4:1             |                       | 2:1           | 4:0             | 6:1 | 3:1                | 3:3 | 3:1       |
| US Düdelingen             | 1:6             | 4:3                   |               | 5:0             | 5:1 | 1:1                | 1:1 | 11:1      |
| Union Luxemburg           | 2:3             | 0:4                   | 1:0           |                 | 1:1 | 5:2                | 1:0 | 1:0       |
| Jeunesse Esch             | 1:3             | 2:2                   | 1:1           | 2:1             |     | 3:1                | 1:1 | 2:1       |
| Progrès Niederkorn        | 0:4             | 3:2                   | 5:0           | 1:1             | 5:0 |                    | 0:0 | 0:0       |
| The National Schifflingen | 1:1             | 0:5                   | 2:2           | 2:2             | 3:4 | 1:0                |     | 4:0       |
| CS Fola Esch              | 2:3             | 2:0                   | 1:3           | 2:3             | 0:0 | 2:1                | 1:0 |           |